# Stadttheater Stettin

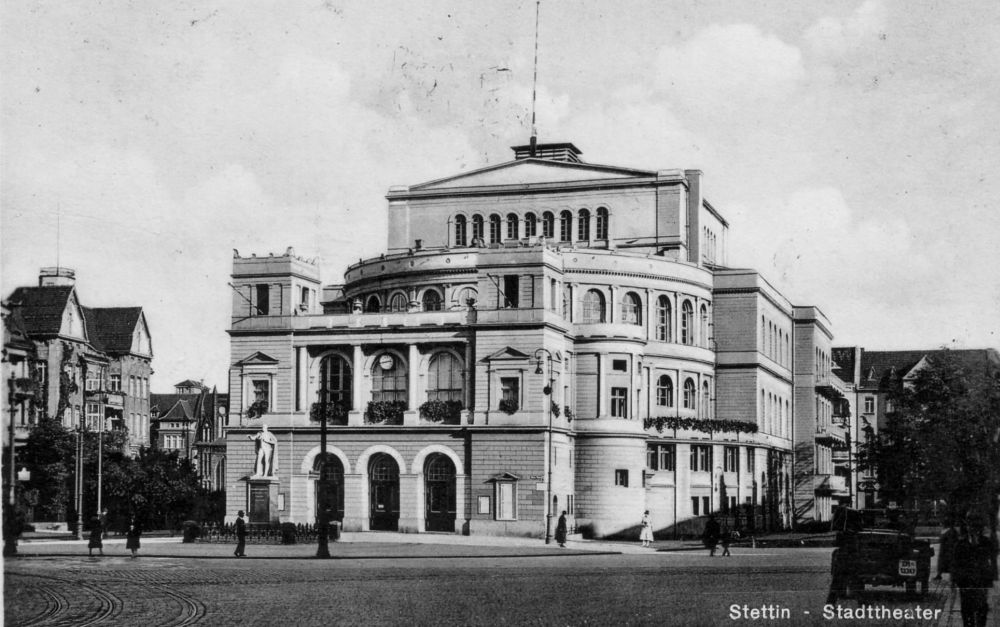
Stadttheater Stettin, um 1924

Das Stadttheater Stettin war das wichtigste Theater der Stadt Stettin in Pommern. Es bestand von 1849 bis 1944.

## Geschichte
1849 wurde das neue Stadttheater nach Plänen von Carl Ferdinand Langhans fertiggestellt.  Es wurde von der Stettiner Kaufmannschaft unterhalten und an jeweils einen oder zwei Direktoren verpachtet.
Diese mussten aber meist nach wenigen Jahren wieder aufgeben, da die Kosten für den Unterhalt sehr hoch waren.
Um 1892/93 übernahm daher die Stadt Stettin das Theater. Es wurden 1899, 1924/25 und 1929 größere Umbauten vorgenommen.
Im Stadttheater wurden Schauspiele, aber auch Opern, Operetten, Konzerte und weitere Vorstellungen durchgeführt.
1944 wurde das Gebäude beschädigt. Nach 1945 war ein Wiederaufbau möglich, dennoch wurde es 1954 nach der Entscheidung der Stadtverwaltung abgerissen.
1978 wurde die Trasa Zamkowa (Schlossdamm) durch den Theaterplatz gelegt. Von 1990 bis 2013 stand an der Stelle der hohe Maszt Maciejiewicza.

## Literatur

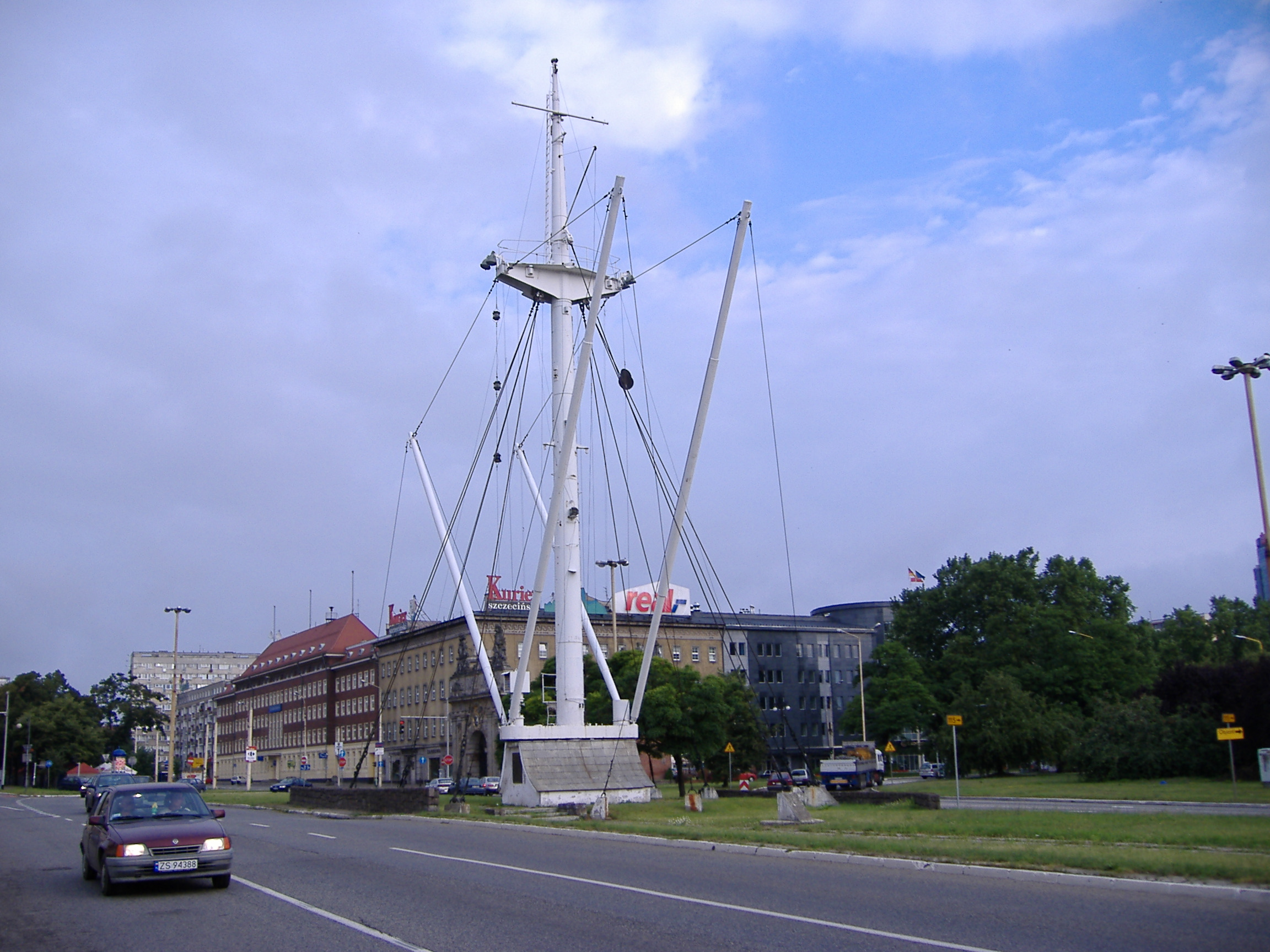
Konstanty Maciejewicz Monument